# Kazimierz Pliszka
Kazimierz Stanisław Pliszka (ur. 29 czerwca 1935 w Zarzeczu, zm. 19 lipca 2008 w Warszawie) – polski naukowiec, doktor nauk ogrodniczych, pracownik SGGW, popularyzator uprawy borówki wysokiej.

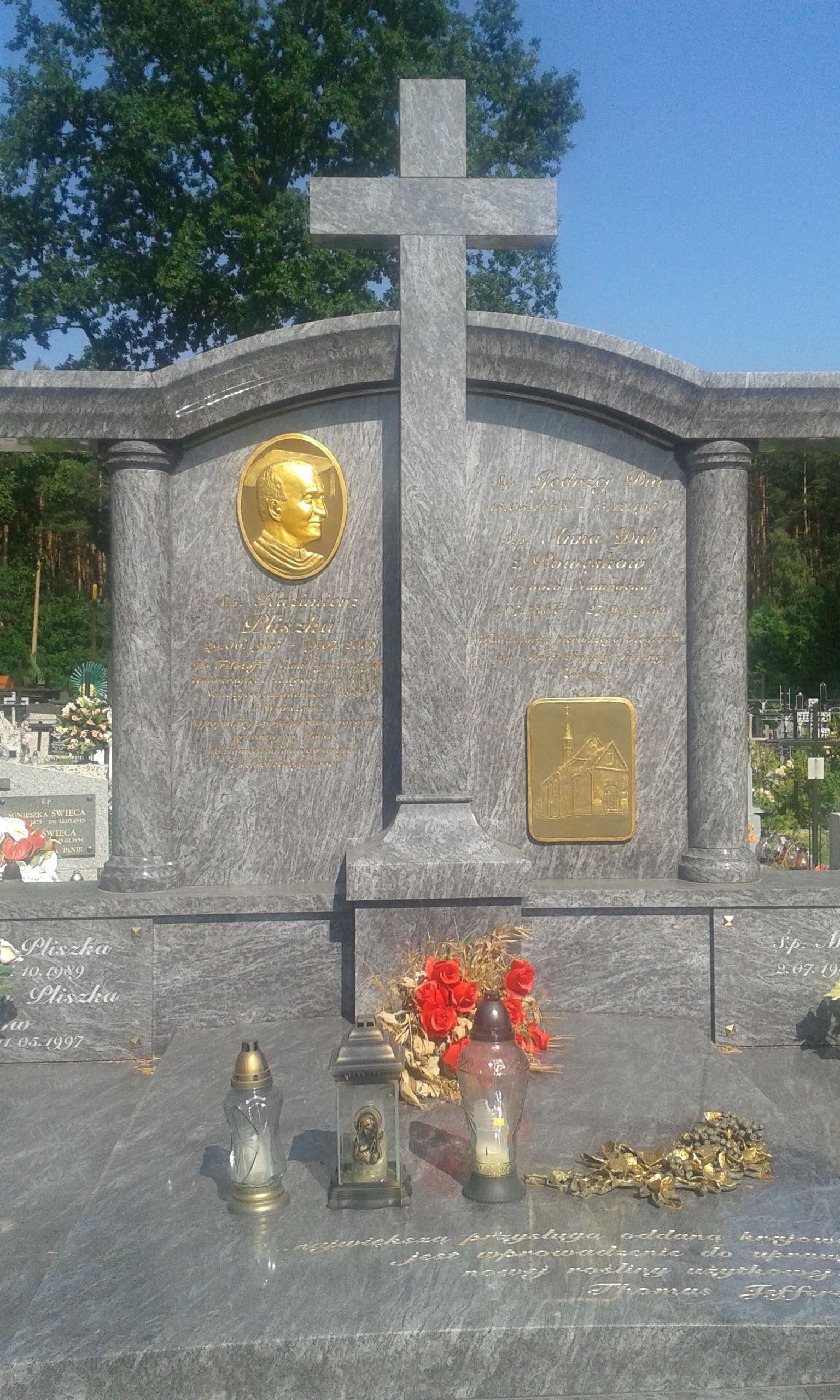
Nagrobek Kazimierza Pliszki

Był synem Stanisława i Katarzyny Dulów, wnukiem Andrzeja Dula – fundatora zarzeckiego drewnianego kościoła, zakupionego w Jeżowem.

## Wykształcenie
Do szkoły podstawowej uczęszczał w Zarzeczu. Ukończył ją w 1949. Następnie kształcił się w liceum ogólnokształcącym w Nisku, gdzie złożył maturę w 1953.
Studia rozpoczął w 1954 na Wydziale Ogrodniczym SGGW, uzyskując tytuł inżyniera ogrodnika w 1958. Wreszcie w 1960 na tym samym wydziale został magistrem inżynierem ogrodnictwa (praca: „Udział grzyba Nectria Galligena Bres. w zrakowaceniach jabłoni”). W okresie od grudnia 1959 do października 1960 był stażystą w Zakładzie Aklimatyzacji i Hodowli Roślin Sadowniczych Instytutu Sadownictwa w Skierniewicach. Asystentem w Katedrze Sadownictwa SGGW został w listopadzie 1960. Już w grudniu tego samego roku wyjechał na staż naukowy i dla odbycia studiów doktoranckich do Stanów Zjednoczonych. Głównym obiektem jego zainteresowań były zagadnienia związane z nowymi odmianami krzewów jagodowych oraz stosowanie herbicydów w uprawach ogrodniczych. W 1965 na Rutgers the State University of New Jersey został doktorem nauk ogrodniczych (rozprawa: „The Response of Three Varietes of Strawberries to DCPA and Diphenamid”). Praca doktorska poświęcona była wrażliwości odmian truskawki na uszkodzenia herbicydowe.
Po powrocie do kraju uzyskał awans na stanowisko starszego asystenta, a w 1966 został adiunktem. We wrześniu 2000 przeszedł na emeryturę.
Był promotorem ponad 50 prac magisterskich.

## „Borówkowy król”
W 1970 na Ursynowie rozpoczął uprawę borówki wysokiej; pracował również nad sposobami rozmnażania tej rośliny. Większa baza badawcza borówki wysokiej, żurawiny wielkoowocowej i brusznicy powstała w 1975 z inicjatywy prof. Aleksandra Rejmana, zaś jej organizatorem i kierownikiem był Pliszka (Pole Doświadczalne Borówek Uprawnych w Błoniu koło Prażmowa). Zorganizował też wtedy pierwszy Dzień Borówkowy. Dzięki temu wiedza na temat uprawy i produkcji borówki zaczęła się upowszechniać. Z Pliszką współpracowali jego studenci. Jedna z odmian borówki wysokiej została nazwana „Bonifacy” na cześć wieloletniego współpracownika mgra inż. Sylwestra Bonifacego Nowosielskiego.
Mając uznanie za granicą, Pliszka był organizatorem Międzynarodowego Sympozjum Borówkowego. Nawiązane przez niego liczne kontakty owocowały odwiedzinami wielu krajów, m.in. Chin, Kanady, Stanów Zjednoczonych. Pliszka w wielu publikacjach propagował uprawę borówki. Jest twórcą odmiany „KazPliszka” borówki średniej.

## Aktywność zawodowa i członkostwo w organizacjach
- Stowarzyszenie Inżynierów i Techników Ogrodnictwa
- Polskie Towarzystwo Botaniczne
- Związek Nauczycielstwa Polskiego
- Stowarzyszenie Plantatorów Borówki Amerykańskiej w Polsce

## Pełnione funkcje
- członek Rady Wydziału Ogrodnictwa i Architektury Krajobrazu SGGW
- członek Senatu SGGW
- Prezes rady oddziałowej Związku Nauczycielstwa Polskiego
- przewodniczący Zespołu ds. Badań Borówek Uprawnych Międzynarodowego Towarzystwa Nauk Ogrodniczych

## Odznaczenia
- Srebrny Krzyż Zasługi (2009)[1]
- złota odznaka honorowa "Za zasługi dla SGGW"
- 3 nagrody zespołowe ministra nauki za podręcznik „Pomologia”